# 11786 Bakhchivandji
11786 Bakhchivandji eller 1977 QW är en asteroid i huvudbältet som upptäcktes den 19 augusti 1977 av den rysk-sovjetiske astronomen Nikolaj Tjernych vid Krims astrofysiska observatorium på Krim. Den har fått sitt namn efter den sovjetiske testpiloten Grigorij Bachtjivandzji.